# Église Saint-Martin d'Hénin-Beaumont
L'église Saint-Martin est une église catholique située à Hénin-Beaumont, en France.

## Localisation
L'église est située dans le département français du Pas-de-Calais, place Carnot à Hénin-Beaumont.

## Historique
L'église est édifiée au même emplacement que l'ancienne église dont les origines remontaient au XIIe siècle, classée Monument Historique en 1827, dynamitée par les Allemands avant leur retraite en 1917.
Les travaux de reconstruction sont confiés à Maurice Boutterin, architecte en chef du gouvernement, qui crée aussi le mobilier : luminaires, confessionnaux, clôtures, tribunes, chaire à prêcher, siège de célébrant, décors de mosaïque, retable, autels et statues. Ils commencent en 1929 et la nouvelle église est inaugurée le 25 septembre 1932.
L'édifice est classé au titre des monuments historiques en 2003.

## Description
De style romano-byzantin sur plan basilical comprenant une nef cubique prolongée de deux hémicycles et surmontée un dôme octogonal, l'église est constituée d'une ossature en béton habillée de pierre reconstituée pour les parements extérieurs et d'ardoises pour la couverture. Les colonnes et les meneaux des baies sont en pierre.
La partie centrale, cubique, percée de deux grandes baies, supporte quatre clochers de 36 mètres de haut, un à chaque coin, et le dôme octogonal, de 26 mètres de diamètre et haut de 50 mètres, percé de 8 œils-de-bœuf et coiffé d'une croix multibranches. De part et d'autre s'étendent la nef à l'ouest et le chœur à l'est, parfaitement symétriques. Leur terminaison est à trois pans, chacun flanqués d'une absidiole à trois pans aussi.
Les ouvertures sont décorées de 36 verrières réalisées par l'atelier Gaudin. Les deux plus grandes, situées dans la partie centrale de l'église, l'une au nord, l'autre au sud, représentent saint Martin partageant son manteau avec un pauvre et saint Vaast, saint patron du diocèse d'Arras.

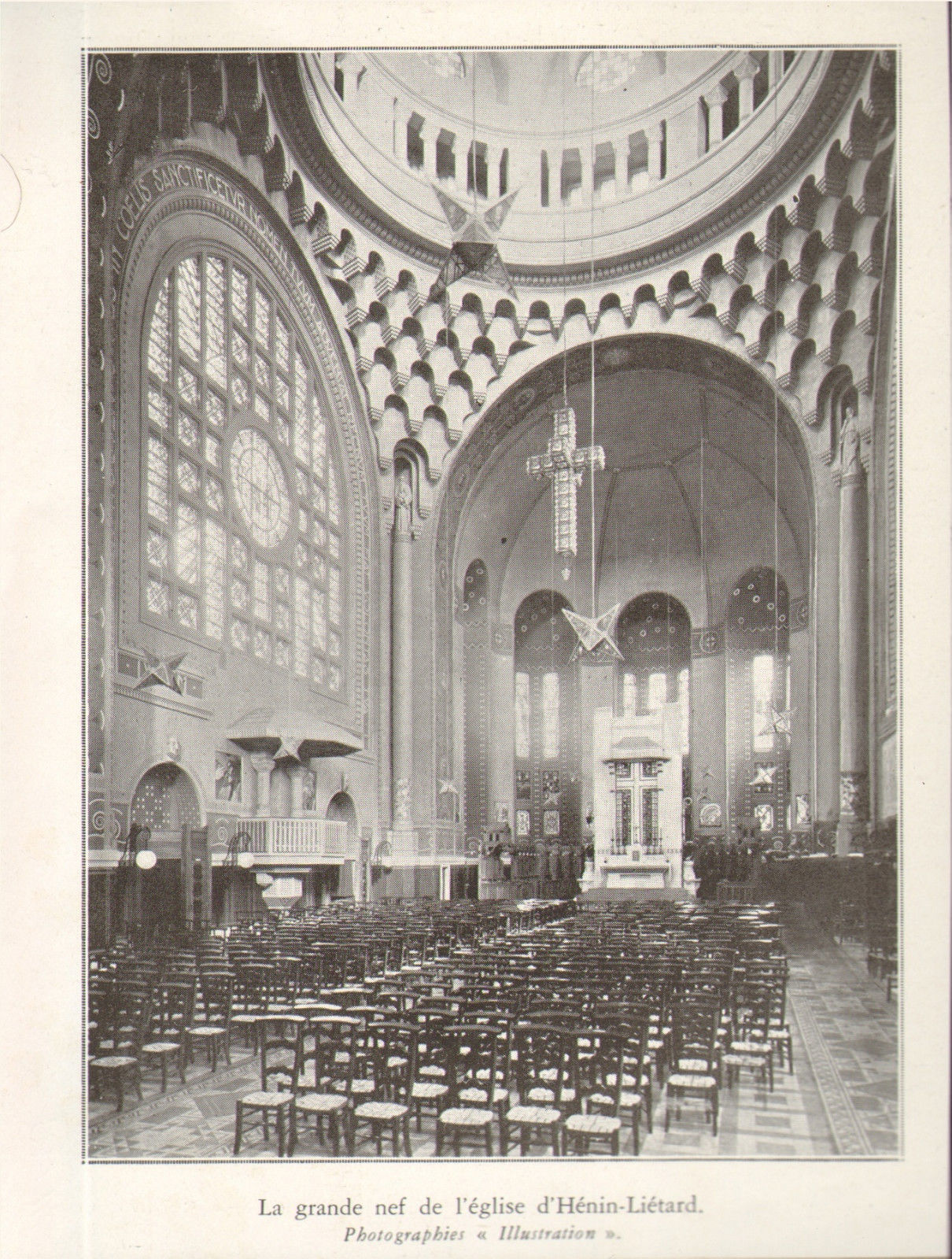
Intérieur de l'église en 1933.

L'intérieur comprend un chemin de croix du peintre Henri Rapin et, dans la chapelle dite de « la Pietà », un bas-relief du sculpteur Gustave Crauk. Le maître-autel, haut de 9 mètres, est en marbre blanc rehaussé d'or. Les murs sont revêtus de mosaïques rouge et or. Les arches qui supportent les voûtes et la coupole de l'église sont également décorées de mosaïques.
Les orgues sont des Frères Coupleux, facteurs d'orgues à Lille.